# Anna Zatonskih
Anna Zatonskih (en ucraïnès: Ганна Затонських; nascuda a Mariúpol el 17 de juny de 1978) és una jugadora d'escacs estatunidenca, d'origen ucraïnès, que té els títols de Gran Mestre Femení des de 1999 i de Mestre Internacional des de 2003. Ha estat quatre cops campiona femenina dels Estats Units, els anys 2006, 2008, 2009 i 2011.

## Resultats destacats en competició
Zatonskih va aprendre dels seus pares a jugar als escacs, a cinc anys. El seu pare, Vitali, té un Elo al voltant de 2300 punts, i la seva mare és Candidata a Mestra, per tant ambdós són bons jugadors. Anna va vèncer la seva mare per primer cop als 14 anys.
Anna va guanyar títols de campiona d'Ucraïna per edats en diferents categories. Va obtenir el títol de Gran Mestre Femení el 1999. Els anys 2001 i 2002 va guanyar el Campionat d'Ucraïna femení. Va representar Ucraïna en dues olimpíades d'escacs: a Istanbul 2000, on hi va puntuar 7/11 (+5 =4 -2) al segon tauler; i a Bled 2002, on va puntuar 3.5/7 (+2 =3 -2) al tercer tauler.
Posteriorment ha representat els Estats Units a les olimpíades de 2004, 2006, i 2008. Les americanes varen guanyar la medalla de plata el 2004, el millor resultat de la seva història. Zatonskih ha guanyat el campionat femení dels Estats Units quatre cops, els anys 2006, 2008, 2009 i 2011. El 2008, va vèncer la campiona americana regnant, Irina Krush, per un sol segon al control de temps, un moment molt recordat a Internet a causa de la reacció de Krush tirant el seu rei a través de l'habitació com a mostra d'enfadament.